# Palojärvi (sjö i Finland, Lappland, lat 66,47, long 28,13)
Palojärvi är en sjö i Finland. Den ligger i kommunen Salla i landskapet Lappland, i den norra delen av landet, 700 km norr om huvudstaden Helsingfors. Palojärvi ligger 234 meter över havet. Den är 9,8 meter djup. Arean är 1,76 kvadratkilometer och strandlinjen är 14,18 kilometer lång. Sjön  ingår i Kemi älvs huvudavrinningsområde.   Den sträcker sig 2,0 kilometer i nord-sydlig riktning, och 2,2 kilometer i öst-västlig riktning.
I övrigt finns följande vid Palojärvi:
- Hoikkajärvi (en sjö)
- Isojärvi (en sjö)
- Kivilampi (en sjö)